# Uzanse
Uzanse lat. usus – upotreba, običaj, navika; franc. usance – običaj koji je u trgovini usvojen kao zakon. Uzansa (ili trgovački običaj) jeste poslovni običaj koji je prerastao u pravilo koje se primenjuje u trgovinskim transakcijama, a koje je kodifikovalo (objavilo, sakupilo i sistematizovalo) neko ovlašćeno telo. Stvaranje uzansi teorijski znači konstatovanje postojećih običajnih normi i njihovo objavljivanje radi lakše primene.
Prema ustaljenom shvatanju u poslovnim običajima i trgovačkom pravu trgovačke uzanse primenjuju se samo onda ako njihovu primenu stranke izričito ugovore. Takođe ova pravila usvaja Međunarodna trgovačka komora sa sedištem u Parizu.

## Istorija
U našem ranijem pravu uzanse su imale veoma značajno mesto u pravnom poretku, s obzirom da su SFRJ - vlasti ukinule propise vezane za obligaciono pravo Kraljevine Jugoslavije, pa je bilo nužno nekako premostiti period od ukidanja starog do usvajanja novog zakona. To je činjeno uz pomoć uzansi, ali su vlasti odstupile od koncepta uzanse kao običaja i donele opšte uzanse za promet robe, što je uzansama dalo zakonsku snagu (tako da se suštinski i ne može govoriti o uzansama, već o pravnim normama). Kasnije je (1978. godine) ovaj zakonski dokument inkorporiran u Zakon o obligacionim odnosima - ZOO, što je označilo faktičko ograničavanje dometa uzansi u jugoslovenskom i, kasnije, srpski pravu. Međutim ZOO je ostavio mogućnost primene uzansi ako nisu u suprotnosti sa imperativnim zakonskim odredbama i ako ugovorne strane nisu isključile njihovu primenu.

## Donosilac uzansi
Donosilac uzansi po pravilu je nedržavni organ, ali ako se državni organ pojavi kao redaktor uzansi, uglavnom je to sud koji ima tesnu vezu sa privrednim životom. Kod nas uzanse donosi Vrhovni sud, a ranije ih je donosila glavna državna arbitraža. Uzanse spadaju u autonomno privredno pravo bez obzira ko ih donosi. Donosilac uzansi su ovlašćene javne ili polujavne organizacije (npr. berze) i profesionalna udruženja (komore). Oni sistematizuju dobre poslovne običaje iz domena svog delovanja. Uzanse važe samo na osnovu volje stranaka, a pristanak na primenu uzansi može biti na različit način:
- članstvo u organizaciji koja je stvorila uzanse podrazumeva i pristanak na primenu uzansi uvek kada u međusobne odnose stupaju članovi organizacije. Kada ne bi htele da koriste uzanse one bi to izričito naglasile. Dakle kod članova ćutanje znači pristanak na uzanse.
- ona lica koja nisu članovi uzanse obavezuju samo onda kada su pristale izričito ili na neki drugi način nedvosmisleno pokazale da pristaju na uzanse (poslovanje u okviru institucije koja je donela uzanse).

Državni organi vrše ograničenu kontrolu nad donošenjem uzansi, bilo prilikom davanja ovlašćenja, bilo prilikom njihovog formulisanja. Cilj kontrole je zaštita javnog interesa.

## Vrste uzansi
Zavisno od toga koji su običaji predmet sistematizacije, uzanse se mogu podeliti na opšte - one koje važe za sve poslove u privredi, i posebne - one koje se primenjuju samo u pojedinim strukama ili određenim vrstama poslova jedne struke. U slučaju međusobnog sukoba, jače su uzanse koje dolaze sa užeg područja.

### Opšte uzanse
- se mogu primeniti na ona pitanja koja su regulisana dispozitivnim pravilom Zakona o obligacionim odnosima - ZOO što znači da se ne mogu se primeniti u onom delu koji je imperativno regulisan
- one će se moći da koriste samo ako su to stranke izričito predvidele ili ugovorile. Do donošenja ZOO bilo je usvojeno pravilo da se uzanse primenjuju ukoliko ih stranke izričito ne isključe.
- opšte uzanse se primenjuju i onda kada iz okolnosti proizilazi da su njihovu primenu hteli

Opšte uzanse se odnose prvenstveno na ugovor o prodaji pokretnih stvari u robnom prometu.

### Posebne uzanse
Važe samo za pojedine struke. Donosi ih nadležna komora ili drugi oblik udruživanja privrednika.
1. Lučke uzanse
2. Za promet određene vrste robe
3. U ugostiteljstvu[тражи се извор]
4. U građevinarstvu[3]

Takođe za jednu vrstu posla mogu postojati samo jedne posebne uzanse na području čitave države.

## Vidi још
- Ugovor
- Saglasnost volja kod ugovora
- Trgovina
- Tržište
- Ništavi ugovori

## Literatura
- Andersen, B. (2006). Intellectual property rights: innovation, governance and the institutional environment. Edward Elgar Publishing. ISBN 978-1-84542-269-1.
- Boldrin, M.; Levine, D. K. (2008). Against Intellectual Monopoly. Cambridge: Cambridge University Press.
- Cory, Jacques (2004-09-29). Activist Business Ethics. Boston: Springer. ISBN 978-0-387-22848-8.
- Cullather, N.; Gleijeses, P. (2006). Secret History: The CIA's Classified Account of Its Operations in Guatemala, 1952–1954]. California: Stanford University Press. ISBN 978-0-8047-5468-2.
- Davies, M. (2007). Property: Meanings, histories, theories. Oxon: Routledge-Cavendish. ISBN 978-0-415-42933-7.
- Dobson, J. (1997). Finance Ethics: The Rationality of Virtue. New York: Rowman & Littlefield Publishers, Inc. ISBN 978-0-8476-8402-1.
- Drahos, P.; Braithwaite, J. (2002). Information Feudalism: who owns the knowledge economy. London: Earthscan. ISBN 978-1-85383-917-7.
- Duska, R. (2007). Contemporary Reflections on Business Ethics. Boston: Springer. ISBN 978-1-4020-4983-5.
- Elliott, C.; Turnbull, S. (2005). Critical Thinking in Human Resource Development. London: Routledge. стр. 141—154. ISBN 978-0-415-32917-0.[мртва веза]
- Frederic, R. E. (2002). A Companion to Business Ethics. Massachusetts: Blackwell. ISBN 978-1-4051-0102-8.
- Hasnas, J. (2005). Trapped: When acting ethically is against the law. Washington DC: Cato Institute. ISBN 978-1-930865-88-4.[мртва веза]
- Jones, C.; Parker, M.;  . (2005). For Business Ethics: A Critical Text. London: Routledge. ISBN 978-0-415-31135-9.
- Machan, T. R. (2007). The Morality of Business: A Profession for Human Wealthcare. Boston: Springer. ISBN 978-0-387-48906-3.
- Murphy, P. E. (2002). Marketing Ethics at the Millennium: Review, Reflections and Recommendations. Blackwell Guide to Business Ethics. N. E. Bowie. Oxford: Blackwell.
- O'Neill, J. (1998). The Market: Ethics, Knowledge and Politics. London: Routledge. ISBN 978-0-415-09827-4.
- Pinnington, A. H.; Macklin, R.; Campbell, T. (2007). Human Resource Management: Ethics and Employment. Oxford: Oxford University Press. ISBN 978-0-19-920379-6.
- Robertson, L. G. (2005). Conquest by Law: How the Discovery of America Dispossessed Indigenous Peoples of Their Lands. Oxford: Oxford University Press. ISBN 978-0-19-514869-5.
- Rose, C. M. (1994). Property and Persuasion: Essays on the History, Theory, and Rhetoric of Ownership. Colorado: Westview Press. ISBN 978-0-8133-8554-9.
- Singer, J. W. (2000). Entitlement: The Paradoxes of Property. New Haven: Yale University Press. ISBN 978-0-300-08019-3.
- Smith, Adam (1759). The Theory of Moral Sentiments. Indianapolis: Liberty Press.
- Weiss, J. W. (2009). Business Ethics: A Stakeholder and Issues Management Approach With Cases (5 изд.). Mason, OH:: South-Western Cengage Learning.

## Spoljašnje veze
- www.dobrovoljno.rzzo.rs
- www.kombeg.org.rs